# Refroidissement actif
Pour un article plus général, voir Système de refroidissement.
 (juin 2019).
Si vous disposez d'ouvrages ou d'articles de référence ou si vous connaissez des sites web de qualité traitant du thème abordé ici, merci de compléter l'article en donnant les références utiles à sa vérifiabilité et en les liant à la section « Notes et références ».

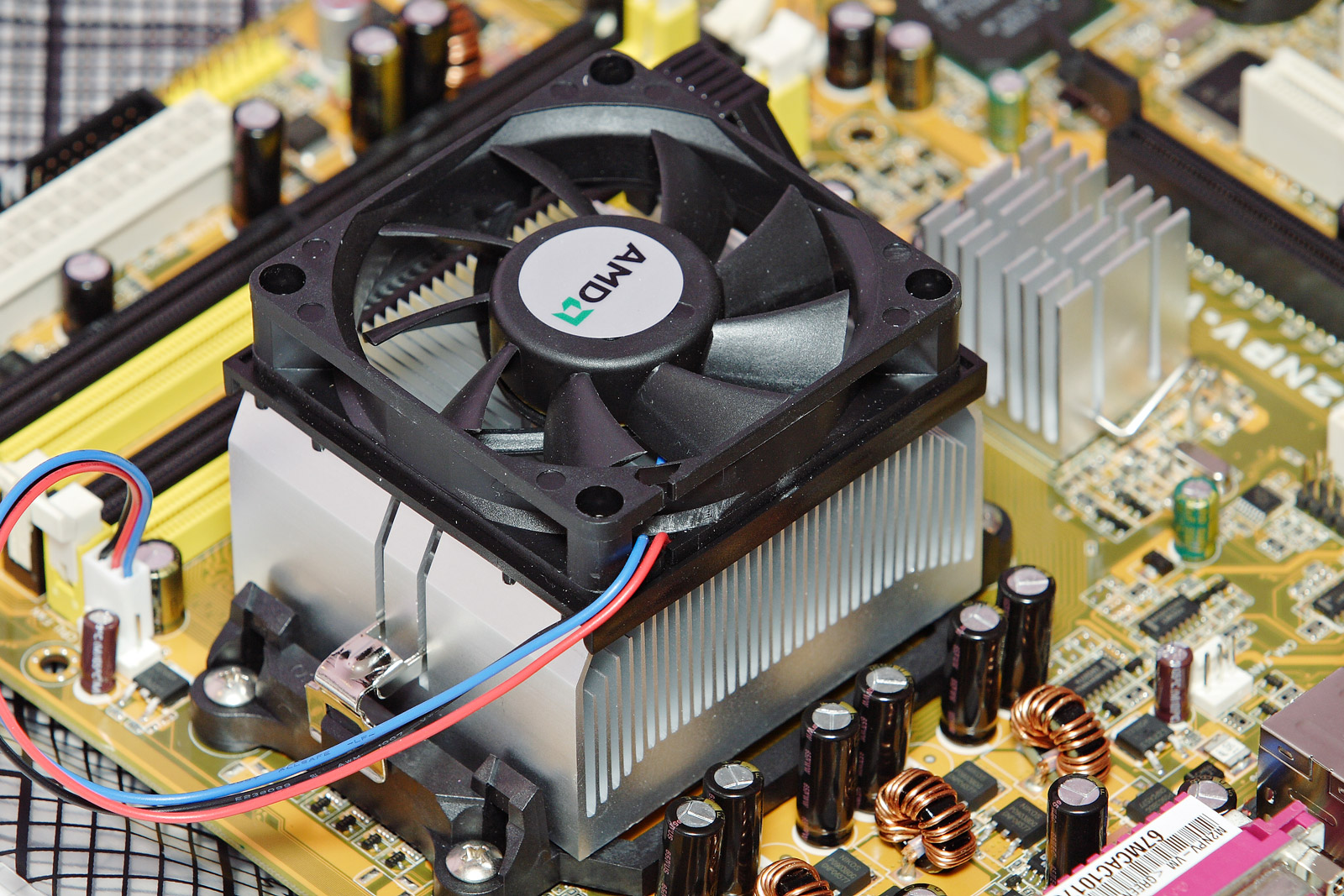
Exemple d'un refroidissement actif d'un processeur informatique, par un ventirad.

Le refroidissement actif est une méthode de réduction de la température qui est généralement mise en œuvre dans les appareils électroniques et dans les bâtiments pour assurer un transfert et une circulation de chaleur appropriés. La majorité de ces systèmes fonctionnent à l'électricité. La climatisation est un système de refroidissement actif.

## Description
Contrairement au refroidissement passif, le refroidissement actif dépend, en plus de la convection naturelle, de la consommation d'énergie pour fonctionner. Il est couramment mis en œuvre dans des systèmes incapables de maintenir leur température par des moyens passifs. Les systèmes de refroidissement actifs sont généralement alimentés par l'utilisation d'électricité ou d'énergie thermique, mais il est possible que certains systèmes soient alimentés par l'énergie solaire ou même l'énergie hydroélectrique. Les diverses applications des systèmes de refroidissement actifs  comprennent les climatiseurs intérieurs, les ventilateurs d'ordinateur et les pompes à chaleur,,.